# Joey Beltram
Joey Beltram (Queens, 6 de novembre de 1971) és un punxadiscos i productor i de música electrònica especialitzat en els gèneres house i techno.

## Trajectòria
Amb només tretze anys va començar a punxar discos de música electro i hip-hop com a entreteniment. Va realitzar el canvi a la música house el 1985, quan la primera onada del Chicago house va colpejar a la ciutat de Nova York.
Amb el segell belga R&S Records acabaria traient a la venda el 1990 un dels seus senzills més coneguts titulat «Energy Flash», un tema d'estil techno amb samples foscos i contundents, propis de l'escena més underground. Després d'aquest important treball per a la seva carrera com a productor musical, continuaria durant la resta de la dècada del 1990 produint discos d'una impressionant qualitat amb els segells més punters del moment.
El 1999 va fundar el segell discogràfic STX Records amb què actualment treballa sota els noms artístics de Joey Beltram i d'un dels seus nombrosos pseudònims, JB³.
Daft Punk va referir-se a Beltram com a pioner a l'escena de la música house de finals de la dècada del 1990 a la cançó «Teachers» del seu àlbum debut Homework de 1997. Simon Reynolds va considerar que Beltram havia «revolucionat el techno dues vegades abans dels 21 anys» quan esmenta tant «Energy Flash» com «Mentasm» al seu llibre Generation Ecstasy.

## Discografia
- Joey Beltram – Start It Up Remixes EP (Trax UK)
- Joey Beltram Presents Geoffrey Mack (Trax)
- Cold Six – Forgotten Moments
- 2 On Wax – Go For Yours (Sue 1987)
- Joey Beltram – LE-01 (X 1990)
- Open Mind – Trance (Easy Street 1990)
- R.S.H. – Laughing While Intoxicated (Dope Wax 1990)
- Vice Tribes – Oohm Jae (Cutting 1990)
- Beltram – Energy Flash / Psycho Bass (Transmat/R&S 1990)
- K.A.O.S. – I Cant Stop (Atmosphere 1990)
- 78th Street Project – A S.U.R.E. Shot Mix (Sue 1990)
- Beltram – Vol. 1 (R&S 1990)
- Lost Entity – Bring that Back (Nu Groove 1990)
- Code 6 – 1st Chapter (Nu Groove 1990)
- Mental Mayhem – Where Are They Hiding / Joeys Riot (Atmosphere 1990)
- Joey Beltram – Outcry / Technical Onslaught (Allabi 1990)
- Direct – Let It Ride (Allabi 1990)
- Not Normal – Rock Your Soul (Rhythmatic Rage 1991)
- Beltram – Fuck All You Mother Fuckers (R&S 1991)
- Beltram & Program 2 – The Omen (R&S 1991)
- Second Phase – Mentasm (R&S 1991)
- Beltram – Vol. 2 (R&S 1991)
- Final Exposure – Vortex (Plus 8 1991)
- Code 6 – 2nd Chapter (Nu Groove 1991)
- Beltram – Demo EP Part One (R&S 1992)
- Joey Beltram – Sintox (Twenty Three 1993)
- Joey Beltram presents – Dance Generator (Trax 1993)
- Joey Beltram – Evil A.D. Destruction EP (Syntox 1993)
- Hard Attack – Vol I (Rotterdam 1993)
- Nerve Control – Deep Six (Radikal 1993)
- Code 6 – Third Aura (Experimental 1993)
- X-Buzz – Overload (Diki 1993)
- Joey Beltram – Fuzz Tracks EP (X-Sight 1994)
- Joey Beltram – The Caliber EP (Warp 1994)
- Joey Beltram – Aonox (Visible/Barramundi 1994)
- Odyssey Nine – Drums Of Orbit (Visible 1994)
- XP – Ground Hog (Synewave 1994)
- Lost Entity – Construction / Scorpio (Permanent 1994)
- Joey Beltram – Game form (Tresor / Logic)
- Joey Beltram – Metro (Tresor)
- Joey Beltram – Places LP (Tresor 1995)
- DJ Power Out – Circuit Work (Synewave 1995)
- DJ Power Out – Serge EP (Geometric 1995)
- Joey Beltram – Instant EP (Tresor / Logic / BMG 1996)
- Joey Beltram – Classics (R&S 1996)
- JB3 – Believer (Novamute USA 1996)
- JB3 – Forklift (Novamute USA 1996)
- JB3 – Close Grind (Novamute 1996)
- X-Buzz vs. DJ Larry – Overload EP (Plain House 1997)
- VA – JB3 – Through the Mixer (Novamute USA 1997)
- VA – Joey Beltram – Live Mix (BMG/LOGIC 1997)
- Joey Beltram – Ball Park EP (Tresor 1998)
- Beltram presents – Re:Releases 1989–1991 (Trax 1998)
- VA – Joey Beltram – Mixmag Live! vol. 6
- VA – Joey Beltram – Sound Of 2am (Moonshine 1999)
- Joey Beltram – Arena (STX 1999)
- Joey Beltram – Ep No. 1 (STX 2000)
- Joey Beltram Vs Technasia – The Start It Up Remix EP
- JB3 – Slice (Bush Bush 2001)
- VA – Joey Beltram – Form & Control (Brooklyn Music 2002)
- JB3 – The Selected Dub Plates (STX US 2002)
- Joey Beltram – Super Magnetic (STX 2003)
- Joey Beltram – Beyonder / Universal Mind (Tresor 2004)
- Joey Beltram – In The Ultra Drive EP (STX)
- Joey Beltram – The Infinite Wisdom (STX)
- Joey Beltram – The Anthem (Hatiras/Kau)